# Alain Berliner
Pour les articles homonymes, voir Berliner.
Alain Berliner (né le 21 février 1963 à Bruxelles, Belgique) est un réalisateur, scénariste et producteur belge de cinéma.

## Biographie
À ce jour, son plus grand succès est Ma vie en rose, sorti en 1997, vainqueur du Golden Globe du meilleur film en langue étrangère et nommé pour le César de la meilleure première œuvre.
Alain Berliner a accepté en 2003 d'être cofondateur avec Giles Daoust de Title films, une entreprise de production cinématographique.
Alain Berliner est également actif dans le domaine de la publicité télévisée.

## Filmographie

### Cinéma
- 1991 : Le Jour du chat (court métrage)
- 1993 : Rose (court métrage)
- 1997 : Ma vie en rose
- 1998 : Le Mur, fiction sur la scission de la Belgique, la nuit de la Saint Sylvestre de l'an 2000[2],[3]
- 2000 : Passion of Mind (D'un rêve à l'autre), premier film en anglais de Berliner, avec Demi Moore
- 2006 : J'aurais voulu être un danseur
- 2025 : Bardot (documentaire)

### Télévision
- 2003 : La Maison du canal (téléfilm)
- 2008 : Clara Sheller (série télévisée)
- 2009 : Les Associés (téléfilm)
- 2010 : La Peau de chagrin (téléfilm) d'après le roman de Balzac[4],[5]
- 2014 : Un fils (téléfilm)
- 2016 : Bébés volés (téléfilm)
- 2017 : Péril blanc (téléfilm)

### Web
- 2008 : Les BoboNobos[6], Websérie

## Distinctions

### Récompenses
- 1997 : Swann d’Or du meilleur film au Festival du film de Cabourg pour Ma vie en rose
- 1997 : Scénariste européen de l'année avec Chris Vander Stappen pour Ma vie en rose
- 1998 : Golden Globe du meilleur film en langue étrangère pour Ma vie en rose

### Nominations
- 1997 : Meilleur réalisateur belge au Prix Joseph-Plateau pour Ma vie en rose
- 1998 : César de la meilleure première œuvre pour Ma vie en rose